# Xavier de Bellevüe
Xavier de Bellevue, né le 4 juillet 1854 à Augan (Morbihan) et mort le 22 mai 1929 à Augan, est un écrivain et homme politique français. Il est l'auteur d’une cinquantaine d’essais historiques sur les régions de Ploërmel et de Paimpont

## Biographie

### Origines
François Xavier Marie Joseph Fournier de Bellevue est né au château de la Touraille, à Augan, le 4 juillet 1854. Il est le cadet d'une famille de huit enfants nés du mariage d'Édouard Jean Fournier de Bellevüe avec Aglaé Marie Pauline Victoire Mouësan de La Villirouët.
Apparentés aux Fournier de Varennes, les Fournier de Bellevüe étaient originaires de Saint-Domingue, aujourd'hui Haïti, où les ancêtres  de Xavier de Bellvüe avaient fondé une plantation sucrière au XVIIe siècle. Chassée de Saint-Domingue par les soulèvements d'esclaves, la famille revient s'établir dans l'hexagone en 1799, à Nantes dans un premier temps. Le grand-père de Xavier de Bellevüe, Jean-Jacques-Louis Fournier, s'installe à Saint-Méloir-des-Ondes dans les premières années du XIXème. D'abord conseiller général d'Ille-et-Vilaine (1812) pour le canton de Cancale, il est élu maire de Saint-Méloir en 1817. La révolution de 1830 le contraint à démissionner de ses mandats.
Le père du Marquis de Bellevüe, Édouard-Jean Fournier, s'installe  au château de la Touraille, à Augan dans le Morbihan, après son mariage avec Aglaé de la Villirouët en 1852.

### Formation

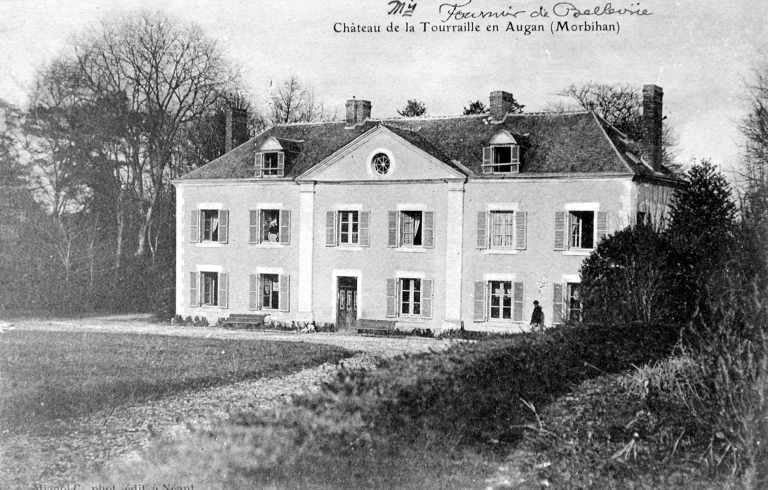

Se destinant aux armes, Xavier de Bellevue est d'abord instruit par son père au château de la Touraille. En 1865, âgé de 11ans, il entre au collège Saint-Vincent de Rennes (il sera président de l'association des anciens élèves de 1911 à 1917). Fournier en sort bachelier ès-lettre, mention assez-bien, le 29 juillet 1872. Après deux échecs successifs à Saint-Cyr, il s’oriente finalement vers l'école de cavalerie de Saumur. Incorporé le 27 septembre 1874, il en sortira major de sa promotion en 1875. Après quelques années de service en tant que sous-officier dans un régiment de Dragons, il reviendra à Saumur comme élève-officier 5 ans après.

### Carrière militaire et politique
Nommé sous-lieutenant en 1881, Xavier de Bellevüe rejoint le 25e dragon en garnison à Nantes. Officier rebelle, il donne sa démission deux ans plus tard, le 20 juillet 1883, un mois après son mariage avec Gabrielle Regnault de Bouttemont, la riche héritière du château du Moulin-Roul à Soudan (Loire-Inférieure). Il sera toutefois nommé lieutenant de cavalerie territoriale en 1885, puis capitaine de réserve en 1887. Proposé deux fois à la Légion d'honneur sa promotion sera refusée par le général André, ministre de la guerre en 1902.
Le 25 mai 1905, il rend définitivement son uniforme et réglera ses comptes quelques années plus tard avec l'armée française lors de l'extension du camp de Coëtquidan, projet contre lequel il livre un violent réquisitoire en 1913. À cet égard, les travaux du Maquis de Bellevüe sur le patrimoine d'Augan engloutit dans le domaine militaire de Coëtquidan, notamment l'emblématique château du Bois-du-Loup centre d'un grand village disparu, forme un témoignage unique de ce passé communal.
Rendu à la vie civile, Xavier de Bellevüe se consacre à la politique en Loire-Inférieure dès 1888. D'abord élu conseiller municipal de Soudan, il sera ensuite conseiller général du canton de Châteaubriant, bâtant Gaston Barbotin, maire de la ville chef-lieu aux élections départementales du 1895. Il sera réélu à chacune de ses candidatures jusqu'à l'élection de 1925, à laquelle il ne se représentait pas.
Usager de la ligne de chemin de fer de Châteaubriant à Ploërmel, le Marquis de Bellevüe habitait alors alternativement Rennes, le château de la Touraille à Augan et le château du Moulin-Roul à Soudan.
Resté toute sa vie un ferme adversaire des idées républicaines et laïques, Xavier Fournier de Bellevüe défendait des opinions politiques conservatrices. Irréductible monarchiste, fervent défenseur du catholicisme et de la prééminence du Saint-Siège en tant que chevalier de l'ordre de Saint-Grégoire le Grand, il ne manquait jamais une occasion de plaider la cause de l'Église contre la République et souvent aussi au détriment d'autres religions :

« C'est à l’église catholique que nous devons d'être ce que nous sommes, matériellement, intellectuellement et moralement. Les impies et les sectaires ont beau protester et persécuter : la France est la fille de l'Église, de l'Église qui est l'âme même de la patrie. »

Il était aussi un ardent défenseur de la Bretagne en sa singularité politique et culturelle. Lors du 49e congrès de l'Association Bretonne, à Ploërmel le 10 septembre 1909, il concluait ainsi sa conférence sur la conjuration de Pontcallec.

« La force de la violence avait triomphé et tranché des têtes bretonnes pour faire taire les voix qui réclamaient les libertés, que les serments royaux avaient promises à la Bretagne ; la victoire restait à l'autorité ; mais cette victoire était plus fatale qu'une défaite [...] »

### Fin de vie et disparition
Sans enfant, retiré à la Touraille à la fin des années 1920, François Xavier Fournier de Bellevüe consacre ses dernières années à la poésie. Avant de mourir des suites d'une longue maladie le 23 mai 1929, il avait publié "Les voix du Foyer" (1927), recueil de poésies mélancoliques. Ses obsèques, célébrées le 27 mai 1929 à Augan dont il fut 30 ans durant président du Conseil de Fabrique, furent selon l'abbé Gabriel Bernard l'occasion d'un grand rassemblement d'habitants de la commune et de personnalités venues de toute la Bretagne.

## Œuvres

### Poétiques
À partir de 1889, Xavier de Bellevüe publie dans L'Hermine et Le Parnasse breton contemporain sous le pseudonyme d'Yves de Trébressan. Il est notamment l'auteur de plusieurs poèmes sur la forêt de Brocéliande et ses légendes, dont un long poème sur le château de Trécesson.
Plusieurs de ses œuvres poétiques ont été utilisées pour agrémenter les cartes postales des sites touristiques naissants de la forêt de Paimpont.

### Historiques et généalogiques
Membre de plusieurs sociétés littéraires et historiques bretonnes, Xavier Fournier de Bellevüe est aussi l'auteur d'une cinquantaine d'essais historiques, parmi lesquels des monographies, des généalogies, ainsi que des essais d'histoire locale centrés sur les régions de Ploërmel et de Paimpont.Il contribuait de manière régulière aux travaux des sociétés d'archéologie des départements du Morbihan et d'Ille-et-Vilaine à partir de 1892.
Ses travaux historiques sont avant tout généalogiques et concernent les familles qui lui sont apparentées : les Montauban (1898), les Lambilly, les Mouësan de Villirouët (1901), les Desgrées du Loû (1903), et les Fournier de Bellevüe (1909). Dans sa biographie patronymique, et avec son parti pris de descendant de propriétaire, le marquis consacre un chapitre complet à la Révolution haïtienne et à la création de la République d'Haïti venant de fêter son centenaire.
Ses écrits fortement teintés d'idéologie, pâtissent pourtant d'un défaut de sources. De nombreuses affirmations généalogiques ou historiques, qu'il est allé puiser dans les archives des familles nobles de Bretagne, ne sont pas suffisamment étayées. Ce défaut de références, lui sera vigoureusement reproché par Arthur de la Borderie qui, à l'occasion d'une controverse sur l'origine des seigneurs de Montauban, lui livrera une réplique cinglante. L'historien breton, confrère de la Société d'archéologie d'Ille-et-Vilaine, et néanmoins ami de Xavier de Bellevüe concluait ainsi sa réponse : 
« [...] je pourrais m'arrêter ici ; je crois avoir suffisamment démontré l'erreur du système préconisé par M. de Bellevüe et en tant que besoin établi l'exactitude et la vérité de la thèse soutenue dans ma notice de 1895. Mais je tiens à exprimer mes regrets d'avoir été contraint de discuter ainsi contre un confrère dont nul n'apprécie et n'estime plus que moi le caractère et le talent »
Néanmoins, l’œuvre du marquis de Bellevüe sera saluée par ses contemporains. Il jouissait de la reconnaissance de ses paires, notamment Barthélemy Pocquet du Haut-Jussé et René de Laigue, directeur de la Revue de Bretagne.
En 1909, Xavier de Bellevüe sera l'organisateur le congrès annuel de l’Association Bretonne à Ploërmel. Il prononcera quatre conférences sur l'histoire de la ville et de son patrimoine. Il sera élu Président de la Section d’Histoire et d’Archéologie de l’Association Bretonne en 1920. Il fut aussi membre de la Société Polymathique du Morbihan, de l’Hermine Bretonne, de la Revue historique de l’Ouest ainsi que de l’Association Bretonne.
La plupart des publications du Maquis de Bellevüe sont consultables à la bibliothèque des Champs Libres à Rennes.

## Distinctions
- Chevalier de l'ordre de Saint-Grégoire-le-Grand

## Publications
- Le Comte de la Touraille, étude biographique et littéraire, Rennes, Plihon & Hervé, 1890.
- L'homme rouge de Baranton, légende, Rennes, Leroy, 1893.
- La légende de Trécesson[29],1893.
- Un héros malouin, Nicolas Beaugeard, épisode de la Révolution, Imp  Francis Simon Rennes, 1904[30].
- Augan, histoires et seigneuries.
- Généalogie de la maison Fournier, actuellement représentée par les Fournier de Bellevüe, Rennes, Imprimerie breveté Francis Simon, 1909.
- Ploërmel : ville et sénéchaussée, Paris, Livre d’Histoire, 1915.
- Chapelle du Binio et sa croix processionnelle, Bulletin et mémoires de la Société archéologique du département d’Ille-et-Vilaine[31].
- Aperçu historique sur le Protestantisme et les Guerres de la Ligue dans le Pays de Châteaubriant, Bulletin archéologique de l’Association bretonne[32].
- Monographie de l’église Saint-Armel de Ploërmel , Association bretonne - Archéologie, procès-verbaux, mémoires, Vol. 28, 1909, p. 22-44[27].
- La Conjuration de Pontcallec dans le Pays de Ploërmel, Association bretonne [27].
- Le Chêne de Lémo, Association bretonne, procès-verbaux, mémoires, Vol. 28, 1909, p. 206-211[27].